# Battaglia di Baguashan
La battaglia di Baguashan (八卦山戰役T), la più grande mai combattuta sul suolo formosano, fu lo scontro decisivo dell'invasione giapponese di Formosa del 1895.  Combattuta il 27 agosto 1895 vicino alla città di Changhua, nel centro dell'isola, tra l'esercito giapponese invasore e le forze dell'effimera Repubblica di Formosa, ebbe come esito una decisiva vittoria giapponese. La battaglia fu una delle poche occasioni in cui i formosani furono in grado di impiegare l'artiglieria contro i giapponesi.

## Contesto
Dopo la cattura di Miaoli, l'ultima roccaforte formosana nel nord di Taiwan, l'esercito imperiale giapponese avanzò verso sud, in direzione di Changhua, la più grande città del centro di Formosa e porta d'accesso al sud dell'isola. La città era circondata da colline che offrivano buone posizioni difensive ed era protetta dalla batteria Bagua, (八卦砲台T), posta sulle alture di Baguashan (八卦山T) un chilometro a est della città. Changhua era anche difesa da mura, cosa che non era affatto usuale: su Formosa le ribellioni erano frequenti e il governo Qing preferiva mantenere le città dell'isola prive di mura.
Le unità d'avanguardia dell'esercito giapponese raggiunsero la riva nord del fiume Dadu il 25 agosto 1895 e iniziarono immediatamente i preparativi per l'attraversamento del fiume. In previsione di uno scontro su larga scala, entrambe le parti cercarono di raccogliere il maggior numero possibile di forze e di rifornimenti. Tuttavia, a causa di dissidi interni, i formosiani riuscirono a radunare solo 5000 uomini circa, molti dei quali erano resti delle unità della milizia sconfitte a Miaoli o reclute inesperte provenienti da Changhua. Liu Yongfu, capo del governo formosano, ignorò le ripetute richieste di rinforzo a causa della rivalità politica con Li Jingsong (黎景嵩T), il comandante generale di Formosa settentrionale. I giapponesi radunarono circa 15000 soldati, supportati da moderna artiglieria. Il 27 agosto 1985 il generale principe Kitashirakawa Yoshihisa, comandante delle forze giapponesi nella zona, ispezionò dalla riva la linea del fronte per predisporre il piano di attacco alle posizioni formosane. Il generale fu riconosciuto dalla guarnigione della batteria Bagua, che aprì il fuoco su di lui e sul suo gruppo di collaboratori. L'inaspettato bombardamento lo ferì e uccise il suo comandante in seconda; alcune fonti sostengono che la ferita ricevuta costò in seguito la vita al generale.

## La battaglia
Dopo il tramonto del 27 agosto 1895, con la copertura delle tenebre, diverse unità giapponesi attraversarono il fiume e si portarono in posizione di attacco. Ignari dei movimenti dei giapponesi, i formosani lanciarono quella notte diverse incursoni, ottenendo scarsi risultati. L'ala sinistra giapponese raggiunse la base del monte Baguashan senza essere individuata e all'alba assaltò la batteria. Nonostante fossero stati colti di sorpresa e in inferiorità numerica, i formosani tennero la batteria fino a quando Wu Tang-hsing (吳湯興T), incaricato della sua difesa, fu ucciso e la guarnigione fu ridotta a qualche decina di soldati. Un contrattacco da parte di un'unità dell'Esercito della bandiera nera fu respinto e i formosiani rimasti al comando di Hsu Hsiang (徐驤T) furono costretti ad abbandonare la batteria.
Contemporaneamente, le unità formosane al comando di Wu Peng-nien (吳彭年T) impegnarono i giapponesi in feroci combattimenti a sud del fiume. Dopo aver appreso la perdita della batteria Bagua, Wu guidò immediatamente i suoi uomini verso la batteria e si riunì con Hsu. Insieme contrattaccarono le forze giapponesi sul monte Baguashan, in un ultimo tentativo di indebolire la linea giapponese, ma alla fine furono respinti con pesanti perdite. Wu fu ucciso quando la sua unità fu circondata dai giapponesi, mentre Hsu riuscì a fuggire con una manciata di uomini.
Dopo aver sbaragliato i formosani, i giapponesi bombardarono la città di Changhua, seminando il panico tra i civili e i soldati della guarnigione, che fuggirono dalla città. I giapponesi conquistarono quindi la città senza opposizione, ponendo fine alla più feroce battaglia mai combattuta sull'isola di Formosa.
Un resoconto della battaglia è fornito da James Davidson, che prestava servizio come corrispondente di guerra nell'esercito giapponese durante la campagna.

## Conseguenze
La battaglia fu un'impressionante vittoria giapponese e gli osservatori stranieri lodarono il coraggio e l'abilità con cui le truppe nipponiche avevano conquistato tanto rapidamente una posizione così forte. Per i giapponesi, l'opportunità di sconfiggere i formosani in una battaglia campale fu benvenuta dopo le settimane di guerriglia che avevano vissuto dall'inizio della loro avanzata da Taipei verso sud.
La battaglia pose fine alla resistenza organizzata contro i giapponesi nella parte centrale di Formosa e, in ultima analisi, spianò la strada per l'avanzata finale giapponese su Tainan, l'ultima grande roccaforte formosana. Tuttavia i giapponesi non furono in grado di dare seguito immediato alla loro vittoria. All'inizio di settembre del 1895, a Changhua, una grave epidemia di malaria decimò le truppe giapponesi, uccidendo più di 2000 uomini, e i continui attacchi della guerriglia formosana lasciarono i giapponesi a corto di rifornimenti. I giapponesi arrestarono temporaneamente la loro avanzata e la loro inazione diede ai formosani il tempo di riorganizzarsi e di sferrare una controffensiva (la battaglia di Yunlin-Chiayi) inizialmente riuscita, ma alla fine infruttuosa.

## Influenza culturale
Nel 1965, sul luogo della battaglia, fu scoperta una fossa comune contenente 679 corpi, ritenuti di combattenti formosani. Il sito è ora un parco commemorativo, dedicato a coloro che morirono nella battaglia.
La battaglia di Baguashan è stata recentemente rappresentata come momento culminante del film taiwanese 1895 del 2008, basato sulla vita del comandante della milizia formosana Wu Tang-hsing.
Il 6 maggio 2006, il gruppo dirigente del Partito Democratico Progressista ha proposto di ricordare il 28 agosto come giorno della "Resistenza formaosana al Giappone" (台灣人民抗日紀念日T), di includere la battaglia nei libri di testo di storia, e di far stampare i ritratti dei protagonisti della battaglia sulle banconote. Questa proposta, tuttavia, non è arrivata allo Yuan legislativo.